# Скрябино (Мордовия)
Скрябино — село, административный центр сельской администрации в Лямбирском районе Республики Мордовия. 

## География
Расположено на реке Акша (приток Большой Кши), в 42 км от районного центра — села Лямбирь, в 22 км от железнодорожной станции Саранск. 

## История
Название-антропоним: по фамилии владельцев села. 

Село основано в XVII веке. В «Списке населённых мест Пензенской губернии» (1869) Скрябино (Александровское) при ручье Акше — село владельческое из 147 дворов (924 человека: 458 мужчин, 466 женщин) в Саранском уезде Пензенской губернии. 

Согласно переписи 1897 года в селе Скрябино (Александровское) Саранского уезда проживали 1207 жителей (582 мужчины и 625 женщин), православные.

По подворной переписи 1913 года, в Скрябине было 246 дворов (1 536 человек); 2 ветряные мельницы, 2 лавки. В 1931 году в Скрябине — 282 двора (1 373 человека); был организован колхоз, с 1964 года — в составе совхоза «Атемарский» Ромодановского района, с 1972 года — совхоз «Память Ильича» Лямбирского района, с 1998 года — ООО «Лисма—Нива» (центральная усадьба — село Павловка). 

## Население
| 2002 | 2010 |
| ---- | ---- |
| 456  | ↘437 |

Население 479 человек (2001), в основном русские.

По данным Всероссийской переписи населения 2002 года в селе проживали 456 человек, преобладающая национальность — русские (86 %).

## Инфраструктура
Средняя школа, библиотека, Дом культуры, медпункт, магазины, отделение связи; Александро-Невская церковь (1865; новорусский стиль). 

## Уроженцы
Хрымов Виктор Дмитриевич (1908, Скрябино — 1958, Саранск) — советский художник, педагог, заслуженный деятель искусств Мордовской АССР, участник Великой Отечественной войны. Один из инициаторов создания Союза художников Мордовской АССР, в 1952—1958 годах — председатель правления Союза художников Мордовской АССР.